# Gunnar Holmberg (ingenjör)
Karl Gunnar Eugén Holmberg, född 29 mars 1900 i Stockholm, död 31 maj 1984, var en svensk väg- och vattenbyggnadsingenjör. Han var far till Figge Holmberg.
Holmberg, som var son till kamrer Karl Holmberg och Agnes Nyberg, avlade studentexamen 1918, utexaminerades från Kungliga Tekniska högskolan 1923 och avlade reservofficersexamen 1925. Han blev fänrik i Fortifikationens reserv 1925, löjtnant i Väg- och vattenbyggnadskåren 1928, kapten 1935 och major 1949. Han var kontrollant vid Statens Järnvägars brobyggnad över Årstaviken 1925–1929, blev ingenjör vid Stockholms vattenledningsverk 1929, förste ingenjör där 1947 och var överingenjör vid Stockholms gas- och vattenverk från 1958. Han var assistent vid Kungliga Tekniska högskolan 1938–1942.
'